# Szilágyi Vilmos (pszichológus)
Szilágyi Vilmos (Sopron, 1929. március 14. – 2022. április 23.) magyar szakpszichológus, szakíró, a hazai szexuálpszichológia egyik megalapítója.

## Élete
Az ELTE Bölcsészettudományi Karán filozófia és- pszichológia szakos diplomát szerzett. Az 1960-as években ifjúságtudománnyal foglalkozott, majd munkatársa lett a Tankönyvkiadónak is. Az 1970-es évektől figyelme a nemiségtudomány felé fordult, több kutatást is végzett ezen a területen, és egyetemeken is oktatott. Részt vett több nemzetközi kongresszuson. 
Míg a szocializmus alatt tevékenysége nem mindenhol talált támogatásra, addig a rendszerváltás után ő maga kezdte el kritikusan szemlélni a nemiségtudománnyal kapcsolatos újabb és újabb könyveket, jelenségeket. Ennek oka szerinte az ő idejében még (különösen az oktatásban) nem kedvelt terület egyre szélesebb körben való kitárgyalása, tudománytalanná válása („bárki kinevezheti magát szexológusnak, akár szexuálpszichológusnak is, akár terapeutának is”). Ezen okból kifolyólag nem is lett tagja a Magyar Szexológiai Társaságnak (megalakulás: 1989). Az írásról azonban nem mondott le, azóta is számos könyve jelent meg.
Tagja volt a Magyar Pszichológiai Társaságnak, a Német Szexuálpedagógiai Társaságnak és a Magnus Hirschfeld Szexológiai Archivum tanácsadó testületének. Az úgynevezett „nyitott házasság”, az etikus poligámia egyik népszerűsítője, amelyről két könyvet is írt (1978-ban és 1988-ban).

## Magánélete
Házas, két fia van:
- Szilágyi Béla (1955–) operaénekes
- Szilágyi András (1968–) biofizikus

## Művei
- Bevezetés a szexuálpedagógiába. 1973, Tankönyvkiadó, 186 p.
- Párválasztás. A partnerkapcsolatok pszichológiája. 1974 (Buda Bélával) Gondolat, 372 p. (2. bőv. kiad. 1988)
- Pszichoszexuális fejlődés – párválasztási szocializáció. 1976, Tankönyvk., 168 p. (2. bőv. kiad. 1978)
- Nemi nevelés a családban; Medicina, Budapest, 1976
- A házasság jövője – avagy a jövő házasságai. 1978, Minerva, 226 p.
- Mélylélektan és nevelés. 1979, Tankönyvk., 256 p.
- Szexuális kultúránkról. Cikkgyűjtemény; Lapkiadó Vállalat, Budapest, 1983 (Családi lap kiskönyvtár)
- A pszichológus válaszol. Szerelemről, szexről; előszó Buda Béla; Gondolat, Bp, 1984
- Nyitott házasság – korszerűbb életstílus. 1988, I.P.V., 192 p.
- Szilágyi Vilmos–Németh Endre: Tizenévesek szexualitása; Folk-union, Budapest, 1988
- Hogyan éljek?... Az életvezetés ABC-je; Content, Budapest, 1989
- A gyönyör művészete. Az erotikus örömszerzés; Unió, Bp, 1990 (Erato kiskönyvtár)
- Intimkapcsolat kézikönyve. Szeretkezés – felsőfokon; szerzői, Budapest, 1994
- Szexuális szocializáció. Nemi nevelés a családban. 1997, Medicina, 324 p.
- Szexuális életünk dilemmái. Sorskérdések és vallomások a szexuálpszichológus műhelyéből; Hungarovox, Budapest, 2002
- Párválasztásaim naplók, levelek, randevúk tükrében. Egy pszichológus visszapillantásai; Magánéleti Kultúra, Korszerű Életvezetés Alapítvány, Budapest, 2003
- A szexuálpszichológus válaszol – szexről, párkapcsolatról. 2004, Animula, 260 p.
- Szexuálpszichológia. Tankönyv és dokumentáció. 2005, Medicina, 278 p.
- Szexuálpedagógia. Szexuális egészségnevelés. 2006, Athenaeum, 216 p.
- A nemek viszonyának jövője. Egyenrangúság, nyitottság, önmegvalósítás. 2010, Háttér K., 319 p.
- Nemiségtudomány – és a magyar valóság. Szexológiai értékelés. 2012 magánkiadás, 247 p.
- Nemiségünk: sorsunk "alapköve" és kitöltendő kerete. Válogatott írások egy életműből; 2013, magánkiadás, 288 p.
- Humanista szexuáletika. A 21. század nemi erkölcse. 2016, online[2]